# European List of Notified Chemical Substances
ELINCS bedeutet European List of Notified Chemical Substances (zu Deutsch: Europäisches Verzeichnis der auf dem Markt vorhandenen chemischen Stoffe).

## Beschreibung
Der ELINCS enthält Neustoffe, die nach Abschluss der EINECS-Liste (18. September 1981) gemäß Richtlinie 67/548/EWG angemeldet wurden und werden. Die Neustoffe sind mit einer siebenstelligen Nummer vom Typ XXX-XXX-X gekennzeichnet. Das ELINCS-Register wird laufend aktualisiert. Die Liste beginnt mit 400-010-9.